# جيمس بوغل
جيمس بوغل (بالإنجليزية: James Bogle)‏ هو كاتب سيناريو ومخرج أسترالي، ولد في 1959.

## وصلات خارجية
- جيمس بوغل على موقع IMDb (الإنجليزية)
- جيمس بوغل على موقع قاعدة بيانات الفيلم (الإنجليزية)